# Abdulkader Al-Adhami
Abdulkader Al-Adhami (2 de junio de 1981) es un deportista catarí que compitió en taekwondo. Ganó dos medallas en los Juegos Asiáticos en los años 2002 y 2006, y cinco medallas en el Campeonato Asiático de Taekwondo entre los años 2000 y 2010.

## Palmarés internacional
| Juegos Asiáticos    | Juegos Asiáticos         | Juegos Asiáticos  | Juegos Asiáticos |
| Año                 | Lugar                    | Medalla           | Categoría        |
| ------------------- | ------------------------ | ----------------- | ---------------- |
| 2002                | Busan (Corea del Sur)    | Medalla de bronce | +84 kg           |
| 2006                | Doha (Catar)             | Medalla de bronce | +84 kg           |
| Campeonato Asiático |                          |                   |                  |
| Año                 | Lugar                    | Medalla           | Categoría        |
| 2000                | Hong Kong (China)        | Medalla de bronce | +84 kg           |
| 2002                | Amán (Jordania)          | Medalla de bronce | +84 kg           |
| 2004                | Seongnam (Corea del Sur) | Medalla de plata  | +84 kg           |
| 2006                | Bangkok (Tailandia)      | Medalla de plata  | +84 kg           |
| 2010                | Astaná (Kazajistán)      | Medalla de bronce | +87 kg           |